# 白令海甲杜父魚
白令海甲杜父魚，為輻鰭魚綱鮋形目杜父魚亞目杜父魚科的其中一種，為溫帶海水魚，分布於北太平洋白令海及阿留申群島海域，棲息深度100-800公尺，體長可達14.5公分，棲息在底層水域，生活習性不明。